# Zygmuntówka-Hütte (Saybuscher Beskiden)
Die Zygmuntówka-Hütte (pl. Stacja turystyczna „Zygmuntówka“) liegt auf einer Höhe von 864 Metern Höhe in Polen in den Saybuscher Beskiden auf dem Gebirgspass Klekociny. Das Gebiet gehört zur Gemeinde Koszarawa.

## Touren
Gipfel in der näheren Umgebung der Hütte sind:
- Babia Góra (1725 m)